# Aris Limassol FC
Aris Limassol FC, grundad 3 oktober 1930, är en fotbollsklubb i Limassol på Cypern. Klubben spelar säsongen 2023/2024 i Cyperns förstadivision.
Aris är en av de äldsta fotbollsklubbarna på Cypern, men det var inte förrän 2023 som klubben vann sin första titel. Efter att ha slutat på tredjeplats i grundserien stod Aris som segrare i den följande mästerskapsserien, och därmed ligasegrare säsongen 2022/2023. Aris vann sedan även supercupen mot cupmästaren AC Omonia.
Som cypriotiska mästare fick Aris kvala till Champions League nästkommande säsong. Laget tog sig till den tredje kvalomgången men åkte där ut mot polska Raków Częstochowa. I stället ställdes Aris mot slovakiska Slovan Bratislava i playoff till Europa League, och kvalificerade sig för gruppspel efter seger med totalt 7–4.

## Truppen
| Nr | Land         | Pos | Namn                      |
| -- | ------------ | --- | ------------------------- |
| 1  | Brasilien    | MV  | Vaná                      |
| 3  | Brasilien    | F   | Cajú                      |
| 4  | Kamerun      | F   | Ismael Yandal             |
| 5  | Gabon        | F   | Alex Moucketou-Moussounda |
| 6  | Ghana        | F   | Eric Boakye               |
| 7  | Sverige      | MF  | Leo Bengtsson             |
| 8  | England      | MF  | Morgan Brown              |
| 9  | Ryssland     | A   | Aleksandr Kokorin         |
| 10 | Cypern       | MF  | Matija Špoljarić          |
| 11 | Polen        | A   | Mariusz Stępiński         |
| 12 | Cypern       | F   | Andréas Dimitríou         |
| 14 | Senegal      | A   | Yannick Gomis             |
| 19 | Senegal      | F   | Mamadou Sané              |
| 20 | Burkina Faso | F   | Steeve Yago               |
| 21 | Sydafrika    | A   | Mihlali Mayambela         |

| Nr | Land            | Pos | Namn                      |
| -- | --------------- | --- | ------------------------- |
| 22 | Serbien         | MF  | Veljko Nikolić            |
| 23 | Polen           | MF  | Karol Struski             |
| 24 | Elfenbenskusten | MF  | Jean Marc Loukou Konan    |
| 31 | Sverige         | F   | Franz Brorsson            |
| 37 | Slovakien       | MF  | Július Szöke              |
| 38 | Cypern          | MV  | Michális Sofroníou        |
| 66 | Nederländerna   | A   | Jaden Montnor             |
| 72 | Serbien         | F   | Slobodan Urošević         |
| 78 | Cypern          | MV  | Konstantínos Chrysostómou |
| 80 | Gabon           | A   | Shavy Babicka             |
| 88 | Belarus         | A   | Artyom Shumansky          |
| 90 | Cypern          | MV  | Éllinas Sofroníou         |
| 97 | Bulgarien       | MF  | Ivan Pankov               |
|    | Nigeria         | F   | Odera Peter Ofornadu      |

## Meriter

### Nationella
- Cyperns förstadivision i fotboll (1): 2022/2023
- Cypriotiska supercupen (1): 2023